# Stavelot
Stavelot (wallonisch Ståvleu, luxemburgisch Staweler, deutsch Stablo) ist eine Stadt im Osten Belgiens, in der Provinz Lüttich, mit 7271 Einwohnern (Stand 1. Januar 2024).

## Geografie
Die Gemeinde Stavelot liegt in den Ardennen, im Zentrum einer weiten fruchtbaren Ebene, welche von der Amel und dem Eau Rouge durchquert wird, und hat eine Fläche von 8.507 Hektar.

## Geschichte
Stavelot ist einer der ältesten Orte Belgiens. Die Gründung des Klosters Stablo durch den Heiligen Remaclus im Auftrag des Hausmeiers Grimoald geht auf das Jahr 648 zurück; das Kloster wurde vom merowingischen Frankenkönig Sigibert III. mit Grundbesitz ausgestattet und gehörte zur Diözese Lüttich. Zusammen mit dem 650 gegründeten Kloster Malmedy (Diözese Köln) bildete Stablo im Spätmittelalter ein reichsunmittelbares Territorium (Reichsabtei Stablo-Malmedy) mit Sitz und Stimme im Reichsfürstenrat des Heiligen Römischen Reichs; der Klostervorsteher führte den Titel eines Fürstabtes. Die Stadt wurde vor allem durch die einzigartige maasländische Metall- und Goldschmiedekunst bekannt.
Die Autonomie des Fürstentums endete während der Französischen Revolution im Jahre 1794. Der Wiener Kongress trennte Stavelot schließlich von der Schwesterstadt und Abtei Malmedy, die Preußen angegliedert wurden. Stavelot wurde dem Vereinigten Königreich der Niederlande zugeschlagen und kam 1830 zum neu gegründeten Belgien.
Im Frühjahr und Sommer 1948 fand in Lüttich ein Prozess gegen frühere Angehörige der 1. SS-Panzer-Division „Leibstandarte SS Adolf Hitler“ statt, die während der Ardennenoffensive am 18./19. Dezember 1944 unter Führung von Joachim Peiper, der auch für das Massaker von Malmedy verantwortlich war, Kriegsverbrechen an belgischen Zivilisten begangen hatten. Der Prozess beruhte auf einer Dokumentation des Justizministeriums in Brüssel vom Mai 1945. Stavelot war damals wegen einer dort gelegenen Brücke hart umkämpft. Das Kriegsverbrechen ist dank der Untersuchung von 1945 gut dokumentiert.
Das Priorat Wavreumont der Benediktiner in Stavelot wurde 1950 gegründet.

## Wappen
Im Oberteil ein Brustbild des Hl. Remaclus, unten ein Wolf, der in zwei Körben Steine führt. Nach der Legende soll das Tier beim Bau der Abtei geholfen haben.

## Sehenswürdigkeiten

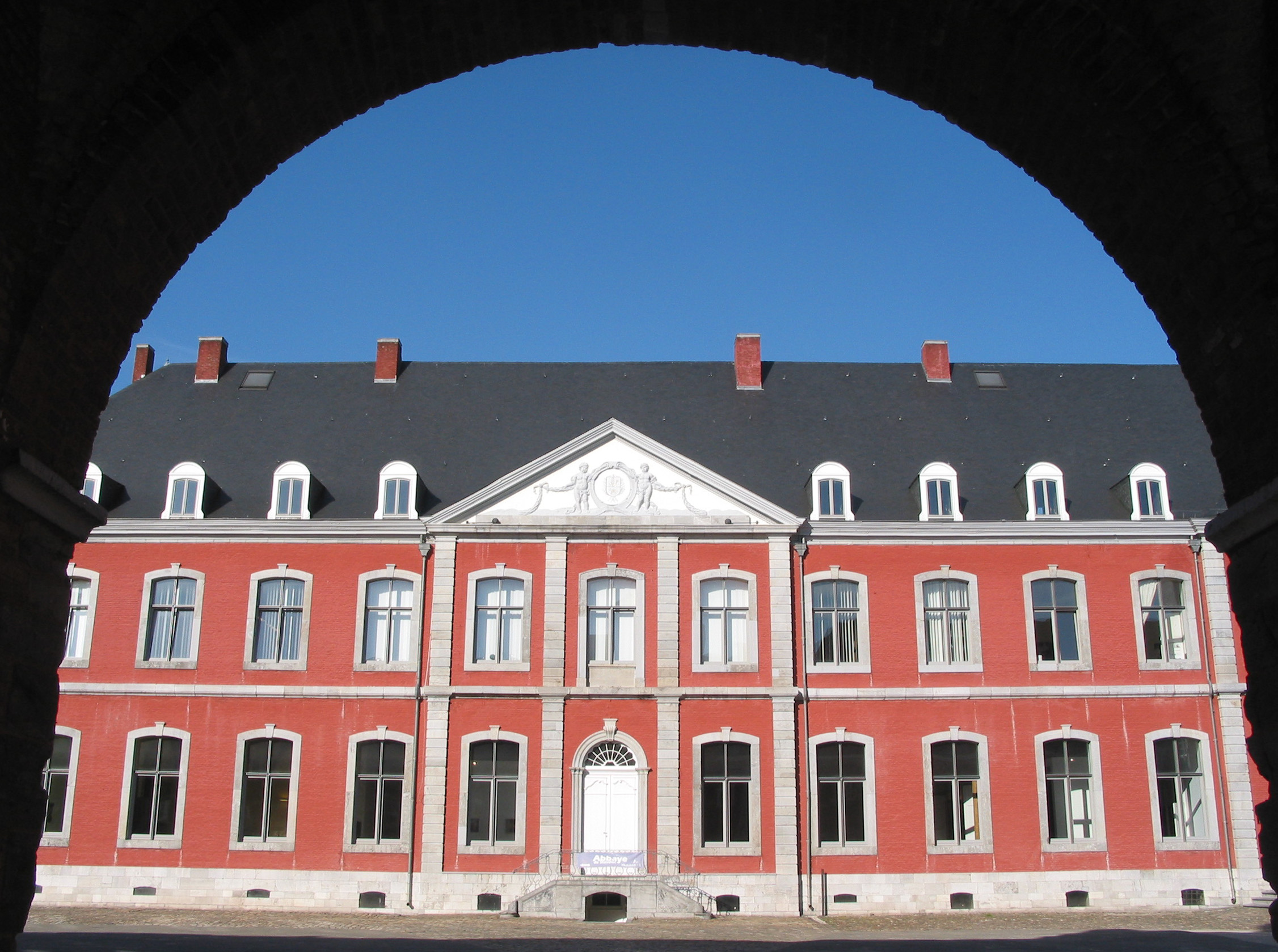
Die Abtei

- Die alte Abtei (Ancienne Abbaye) wurde 2002 renoviert und beherbergt drei Museen:
  - Ein Museum stellt die Geschichte der Reichsfürstabtei dar, mit ausführlicher Darstellung des bedeutenden Abtes Wibald von Stablo.
  - Ein Museum widmet sich dem französischen Lyriker Guillaume Apollinaire, der im Sommer 1899 drei für sein Werk bedeutende Monate in Stavelot verbrachte.
  - Ferner ist ein Museum der Rennstrecke von Spa-Francorchamps gewidmet, mit Ausstellung zahlreicher Rennwagen und Motorräder, sowie Dokumenten und Fotos zur Entwicklung der Rennstrecke und den Renn-Höhepunkten.

Die Grundmauern der Abtei stammen aus dem 11. Jahrhundert. Die einzelnen Gebäude der Klosteranlage werden durch gläserne Gänge verbunden. Die Abtei steht auf der Liste der 159 Objekte des Kulturerbes von Wallonien.
In regelmäßigen Abständen finden Sonderausstellungen statt, z. B. 2016/2017 Die Tempelritter. Zwischen Mythos und Realität.

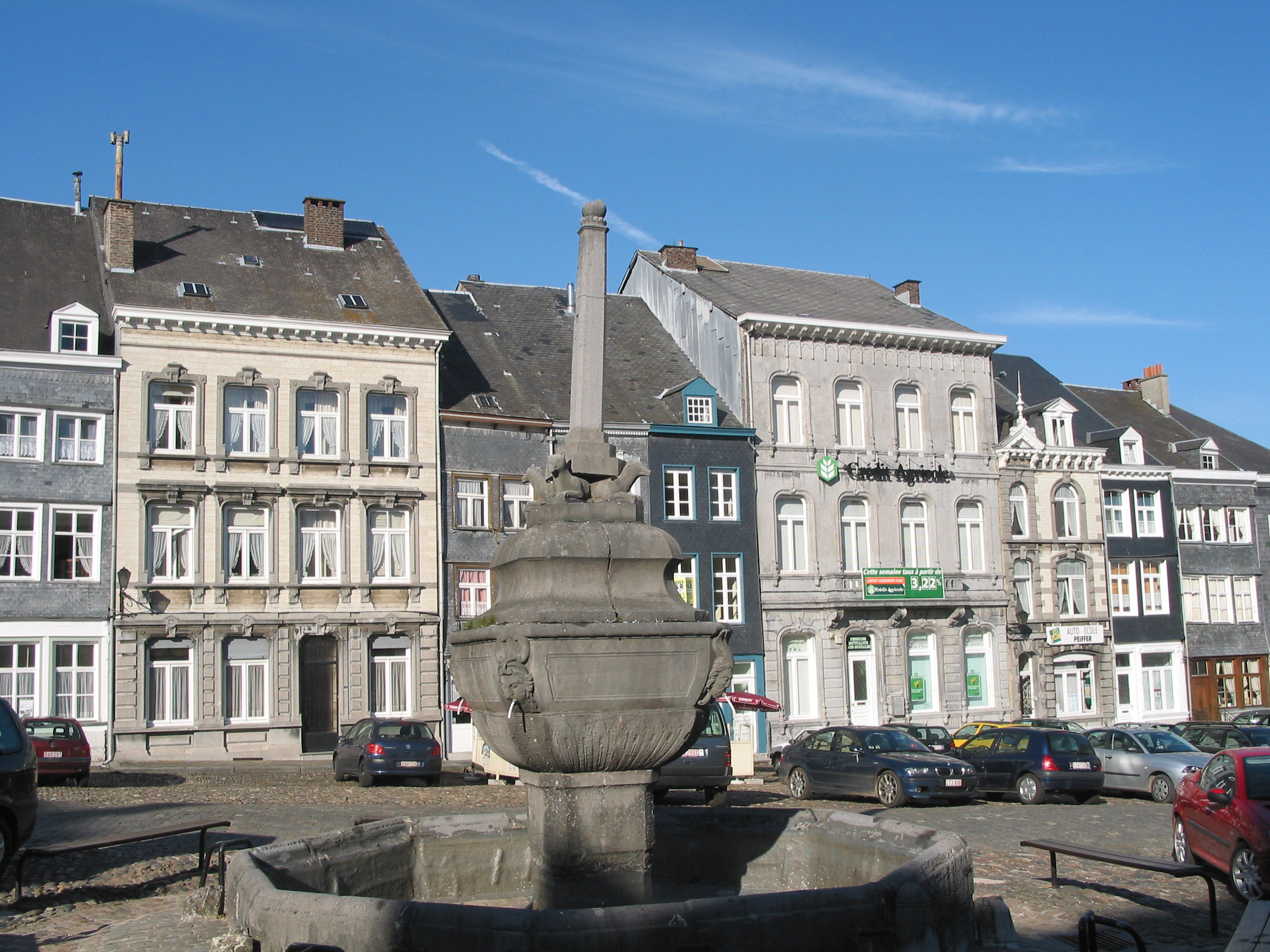
Place St. Remacle

- Um die Place Saint-Remacle befindet sich der sogenannte „Rest“ von Stavelot. Hier gibt es pittoreske Fachwerkhäuser in kleinen Gässchen und ein Perron aus dem Jahre 1769.
- Die Ruinen der Abteikirche Sankt-Remaklus im Vorfeld der Abtei. Die Kirche wurde von zwei Bürgern von Stavelot ab 1795 abgetragen, nachdem diese die aufgehobene Kirche von der Revolutions-Regierung gekauft hatten.

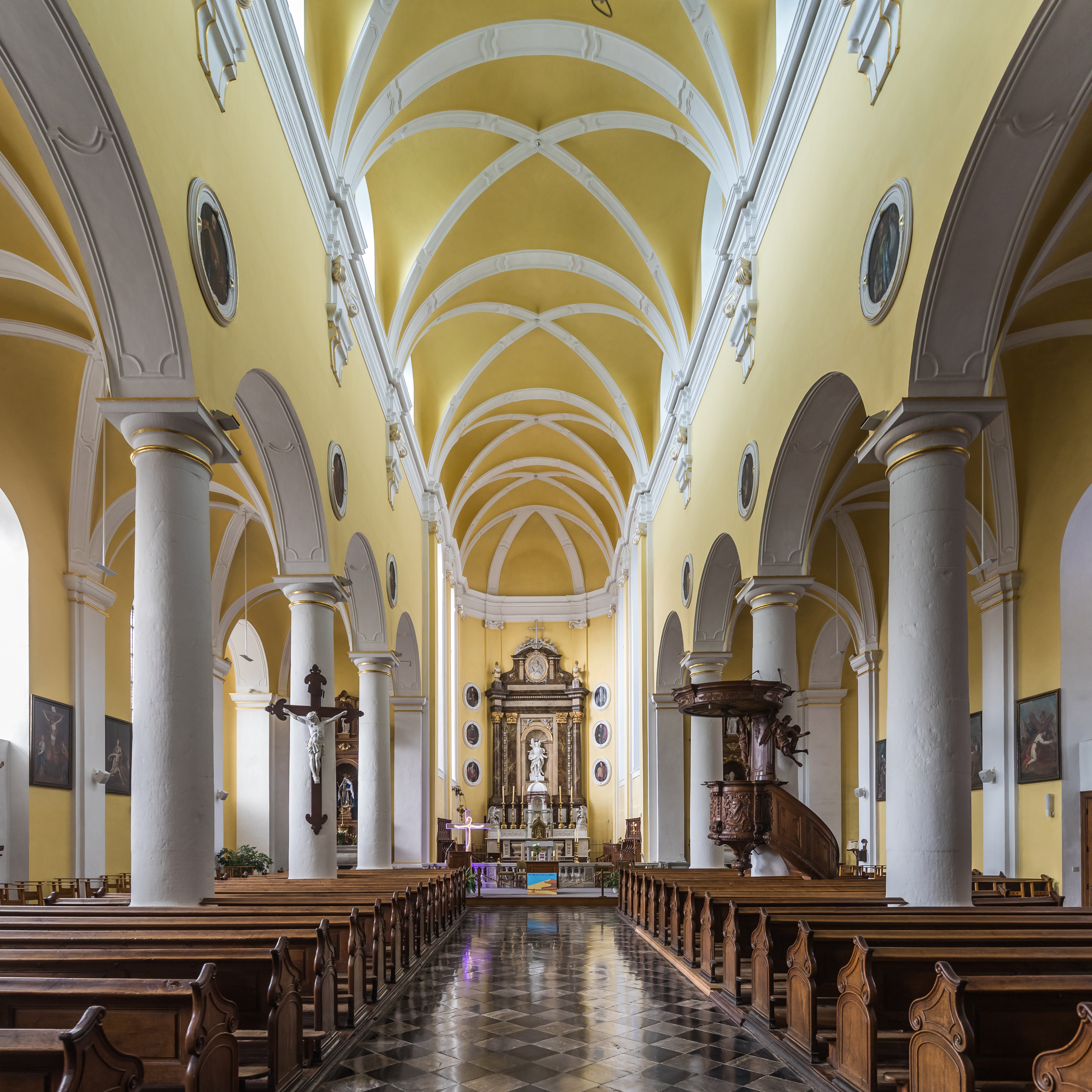
Saint Sébastien mit dem Remaklus-Schrein

- Kirche Saint Sébastien mit dem Remaklus-Schrein, der ein Zeugnis der hochstehenden maasländischen Goldschmiedekunst ist. In der Kirche befinden sich seit 1268 die Gebeine des Heiligen.
- Rennstrecke Circuit de Spa-Francorchamps, auf dem der Große Preis von Belgien stattfindet.
- Naturschutzgebiet Hohes Venn

## Regelmäßige Veranstaltungen
- Der Karneval zu Laetare mit den Blancs-Moussis: 1449 bekam Stablo einen neuen Abt, dieser untersagte den Mönchen das Mittfastentreiben. Als Zeichen des Protestes zogen sich die Bürger weiße Kapuzengewänder an, verbargen ihr Gesicht hinter Masken mit langen roten Nasen und zogen mit Schweinsblasen wedelnd durch die Straßen. Ursprünglich fand das Fest zu Mittfasten in der Woche vor Laetare statt, im 20. Jahrhundert wurde es auf die Tage von Freitag bis Montag um Laetare verlegt.
- Das Theater- und Musikfestival findet jährlich im Mai und Juli statt.

## Fotos

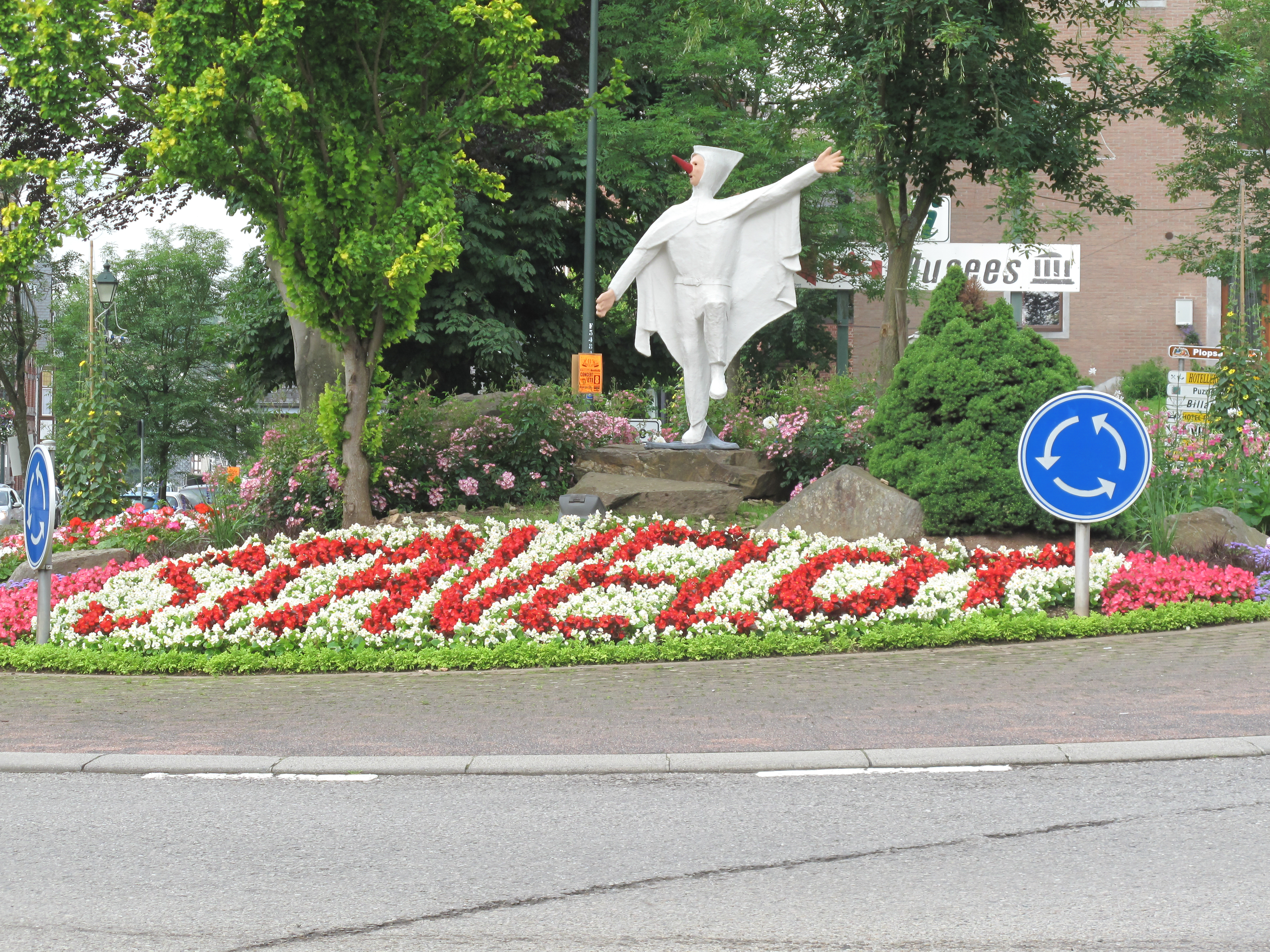
Stavelot, Verteilerkreis
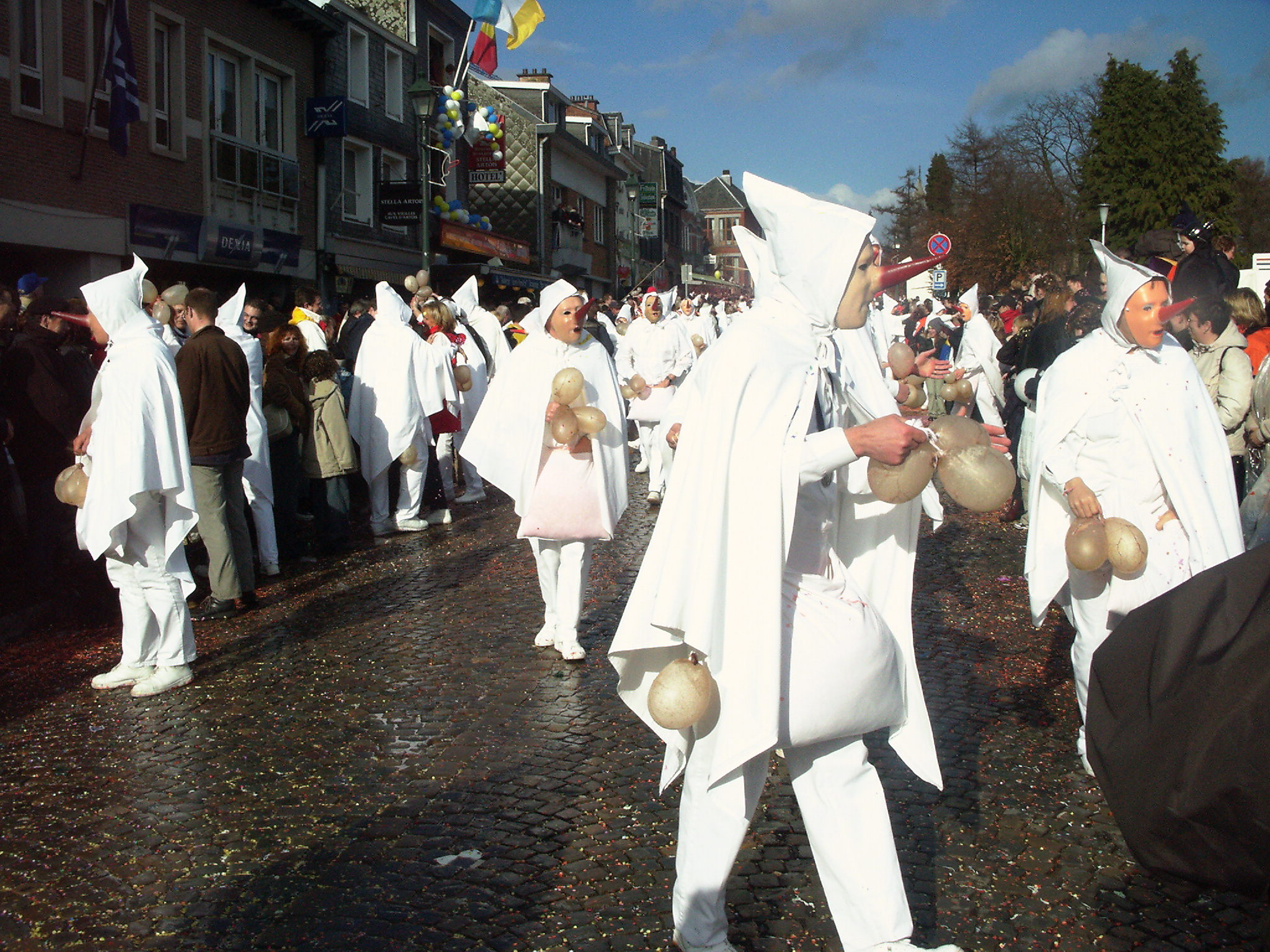
Die „Blancs-Moussis“ im Karnevalszug
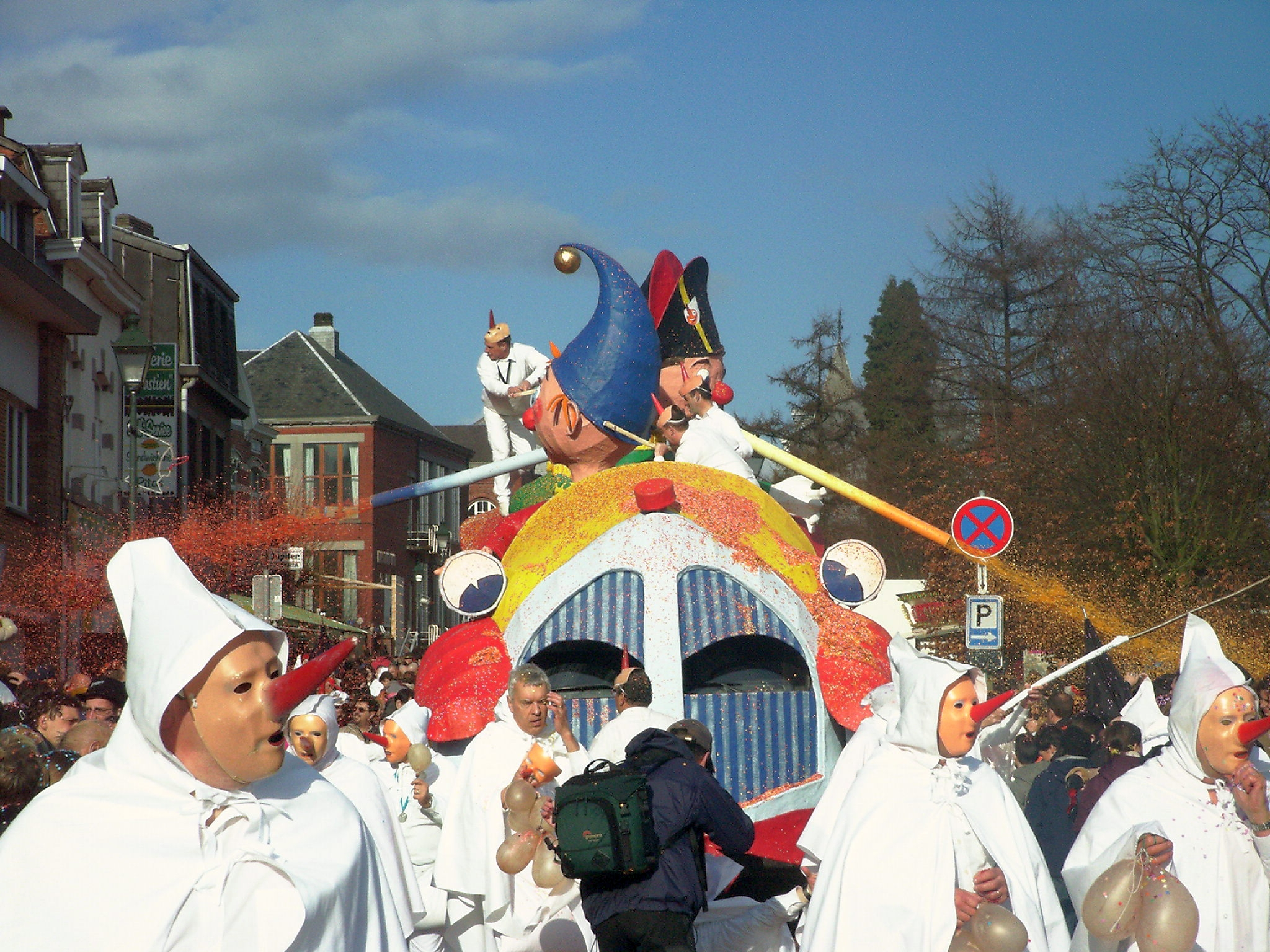
Karneval 2004 in Stavelot
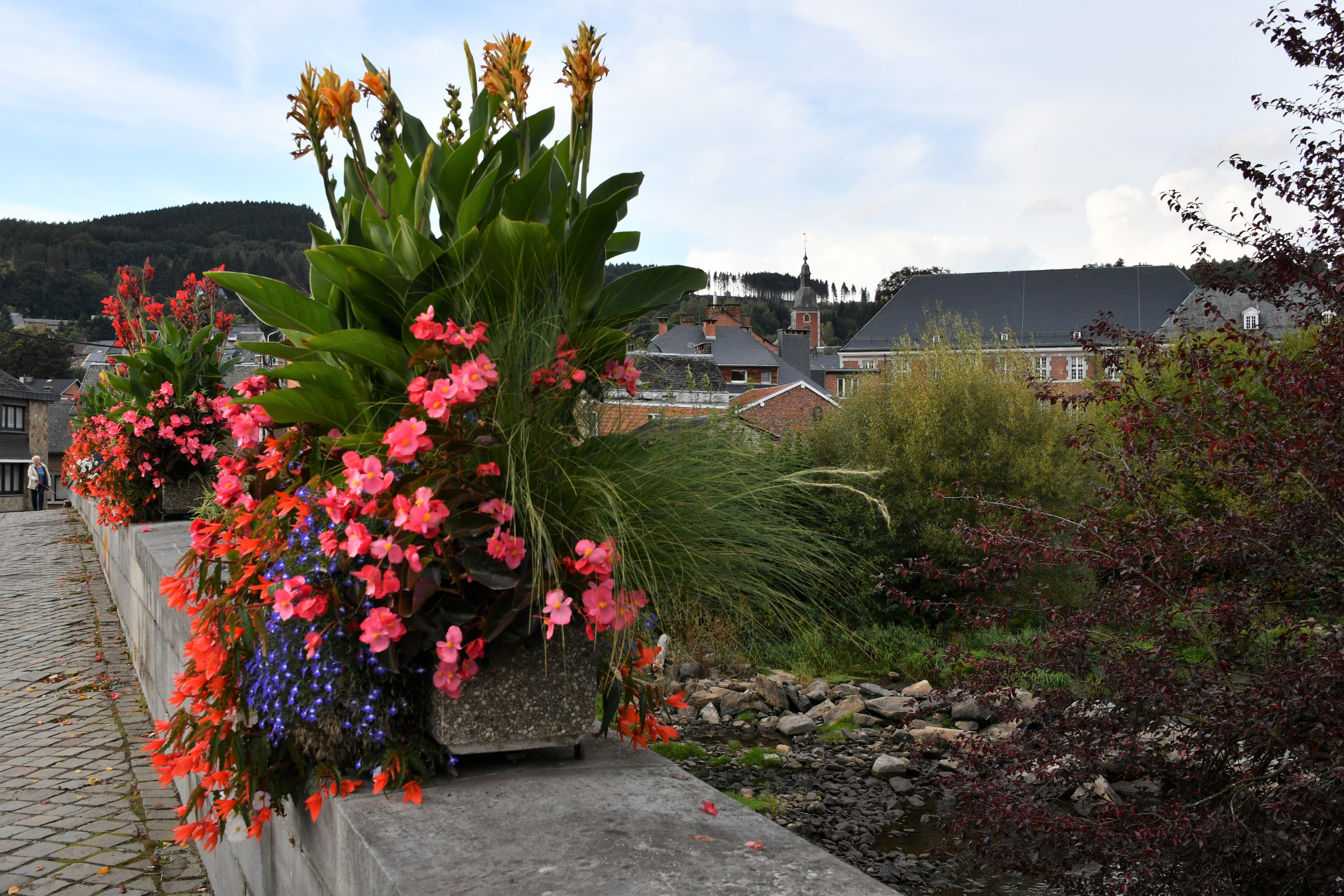
Brücke über die Amblève mit Blick auf die Abtei und die Stadtkirche Saint Sébastien
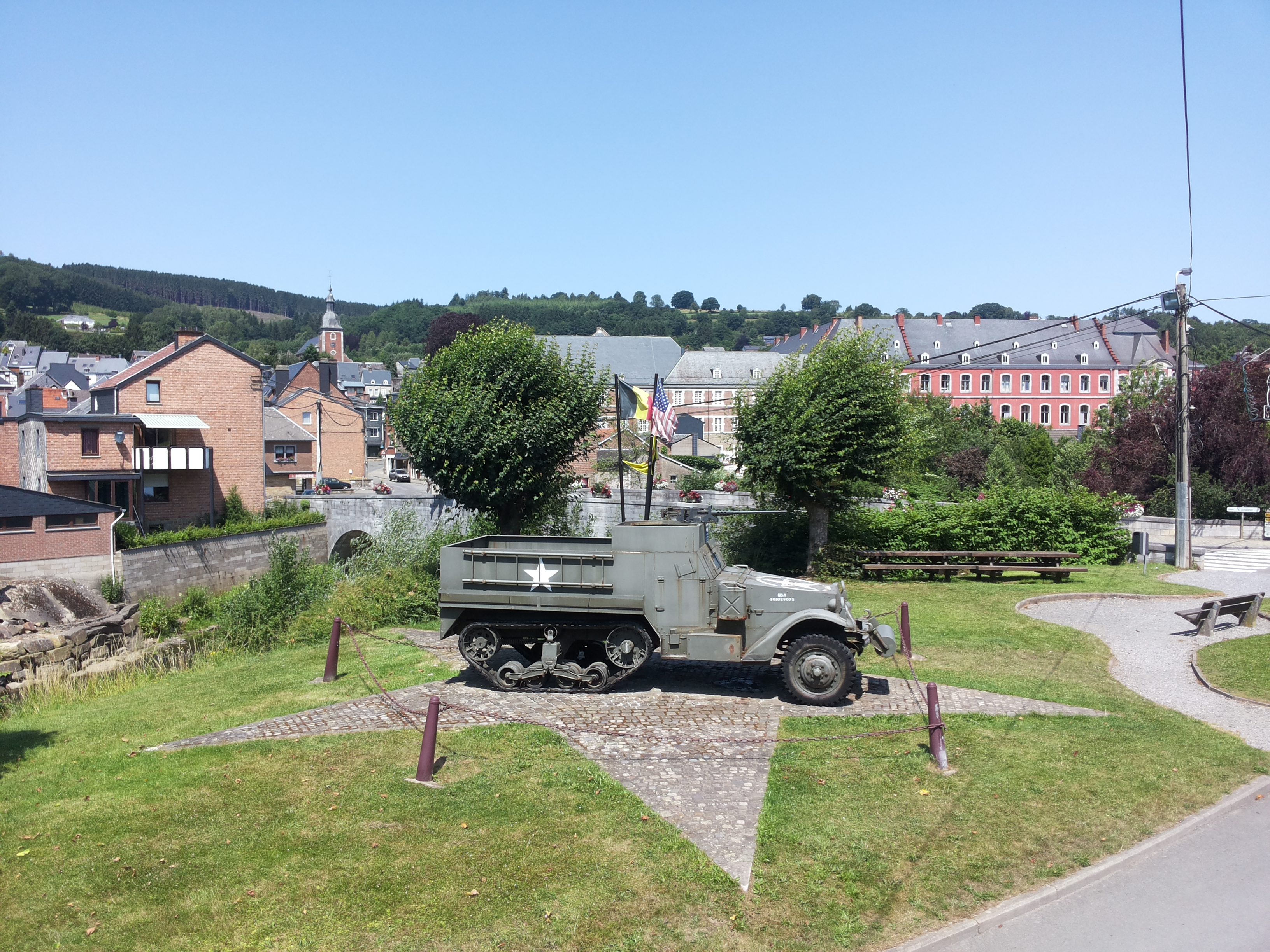
Brücke über die Amel, Gedenkstätte der Gefallenen

## Persönlichkeiten
Söhne und Töchter der Stadt
- François Prume (1816–1849), Violinist und Komponist
- Alphonse Jacques de Dixmude (1858–1928), Soldat und Kolonialadministrator im Kongo-Freistaat
- Albert Counson (1880–1933), Romanist
- Adolphe Rome (1889–1971), Klassischer Philologe und Wissenschaftshistoriker
- Raymond Micha (1910–2006), Musiker und Komponist (Ehrenbürger)
- Lionel Syne (* 1976), Radrennfahrer

Mit Stavelot verbunden
- Meister des Tragaltars von Stavelot, frühmittelalterlicher Goldschmied
- William Degouve de Nuncques, (1867–1935), belgischer Maler des Symbolismus, starb in Stavelot

## Verkehr
Stavelot hatte einen Bahnhof an den Strecken Luxemburg–Spa und aus Waimes, die inzwischen stillgelegt sind.

## Besonderheiten
Das Weingut Staffelter Hof in Kröv an der Mosel war jahrhundertelang im Besitz der Reichsabtei und leitet seinen Namen von Stavelot ab.
Im Jahre 1986 ereignete sich ein Unfall mit einem Reisebus mit acht Toten. Danach wurde die gefährliche und steile Abfahrt für Fahrzeuge über sieben Tonnen gesperrt.
Am 29. Juni 1998 fuhr an gleicher Stelle ein mit brennbarer Farbe beladener LKW die steile Abfahrt Haute Levée hinab (13 % Gefälle), obwohl die Straße für Fahrzeuge ab sieben Tonnen gesperrt ist. Es kam zum Bremsversagen und zum Zusammenstoß mit der Bebauung. Es entwickelte sich ein Großbrand, bei dem rund 20 historische Häuser schwer beschädigt wurden.